# Wielka Turnia (Dolina Będkowska)
Wielka Turnia – turnia na Wyżynie Krakowsko-Częstochowskiej. Znajduje się w górnej części lewych zboczy Doliny Będkowskiej. Administracyjnie znajduje się w granicach wsi Bębło w województwie małopolskim, w powiecie krakowskim, w gminie Wielka Wieś
Zbudowana z wapienia Wielka Turnia znajduje się w lesie. Ma postać ściany o długości około 40 m i znajduje się pomiędzy Małą Turnią i Średnikiem. Ma wysokość do 40 m, ściany połogie i pionowe lub przewieszone. Są w niej rysy, okapy i filary.

## Drogi wspinaczkowe
Przez wspinaczy skalnych opisywana jest w Grupie Wielkiej Turni. Są na niej 52 drogi wspinaczkowe (w tym 11 projektowanych) o trudności od IV do VI.6 w skali trudności Kurtyki. Wiele z tych dróg to drogi dwuwyciągowe. Wszystkie (poza projektowanymi) mają zamontowane stałe punkty asekuracyjne: ringi (r) i stanowiska zjazdowe (st) lub ring zjazdowy (rz). Przy turni zamontowano tablicę ze skałoplanami.
Wielka Turnia I

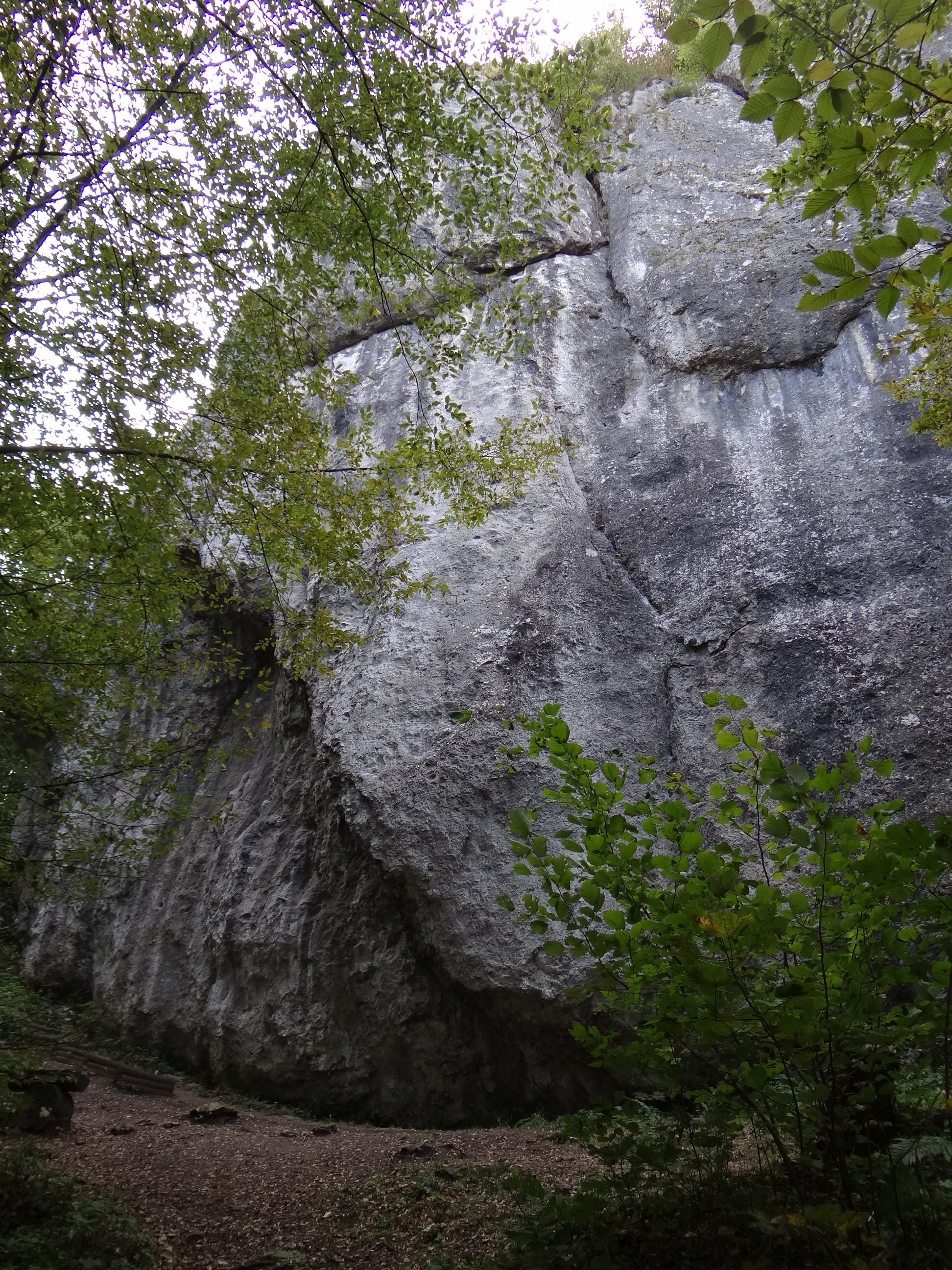
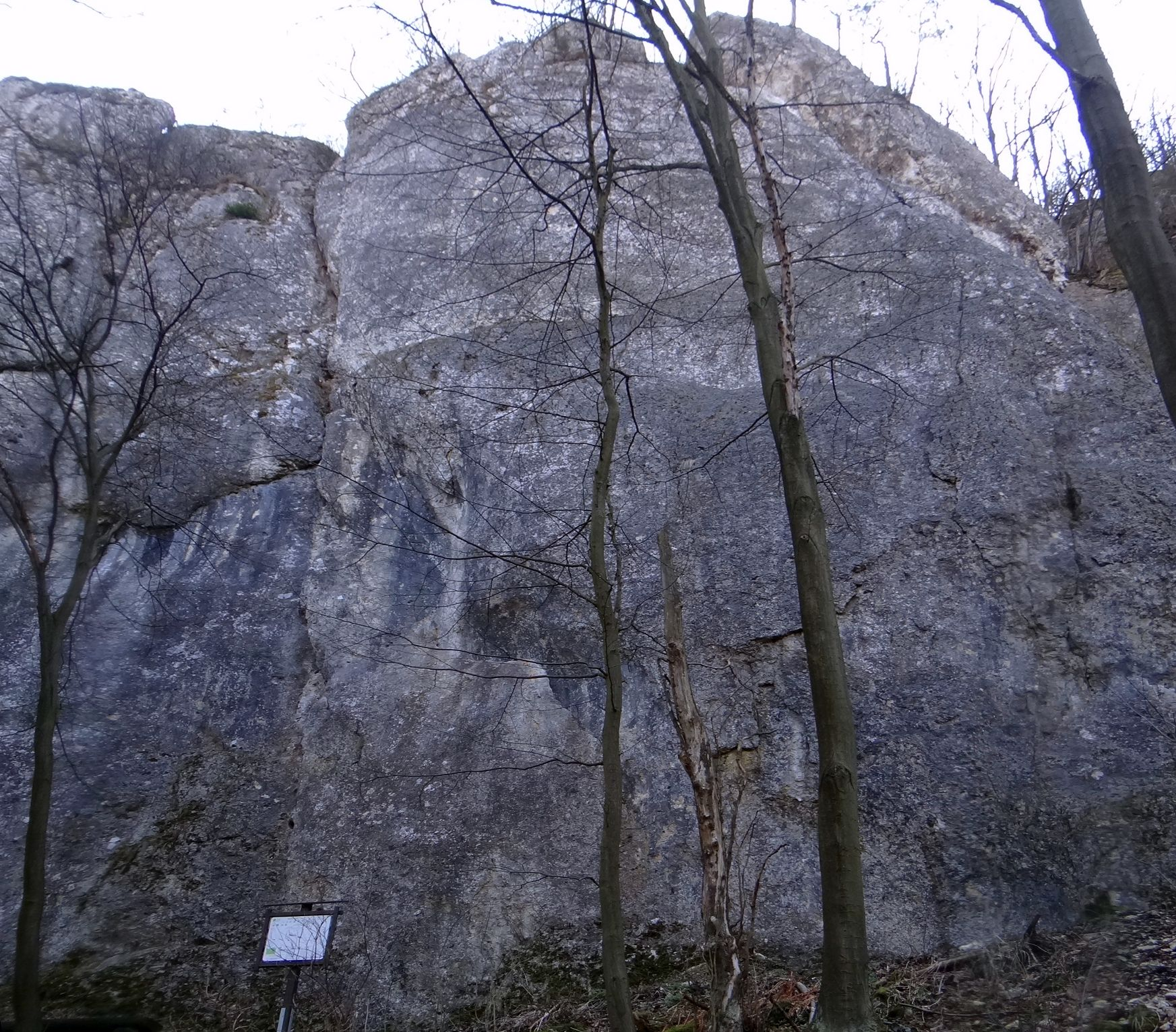
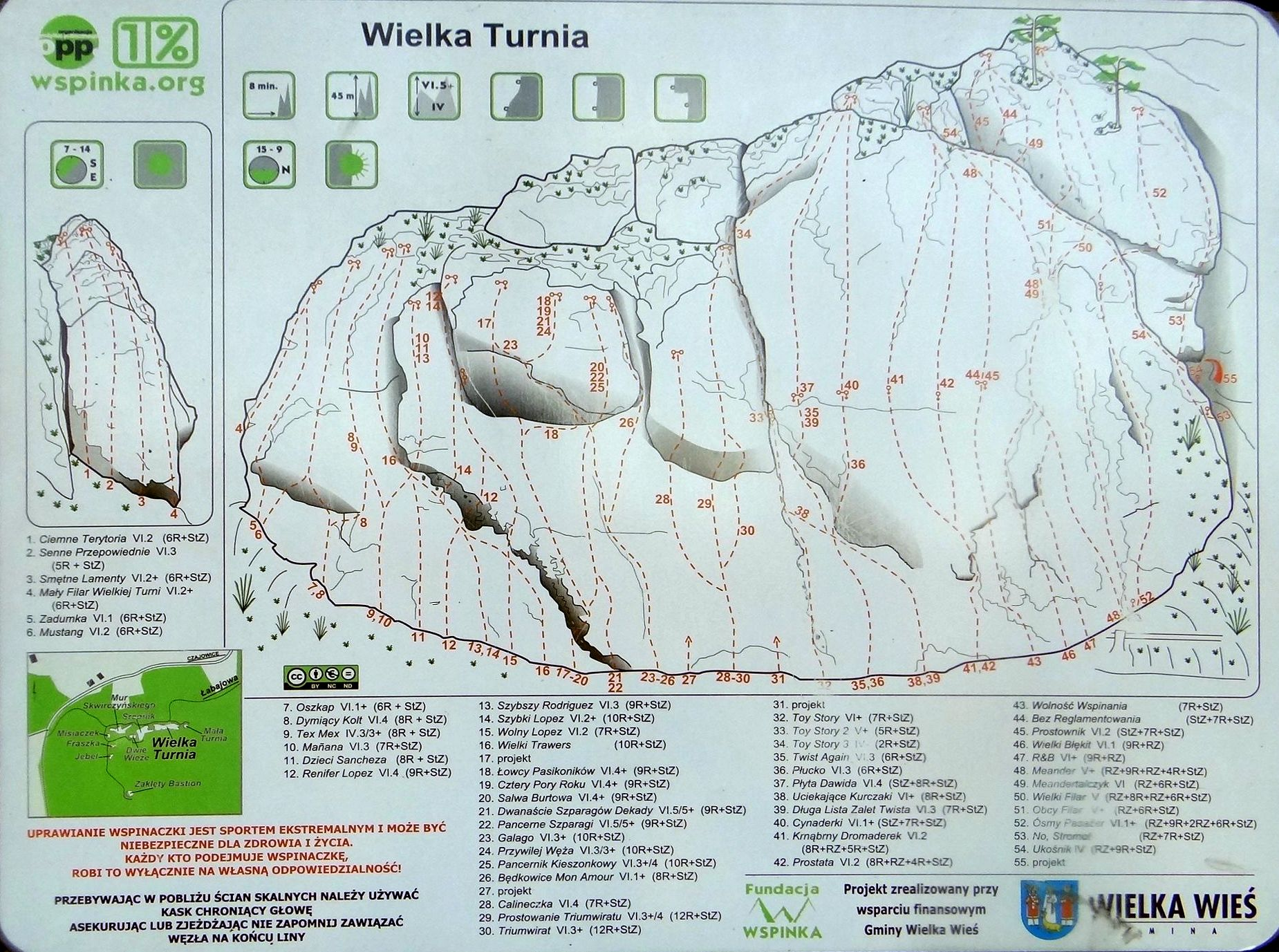
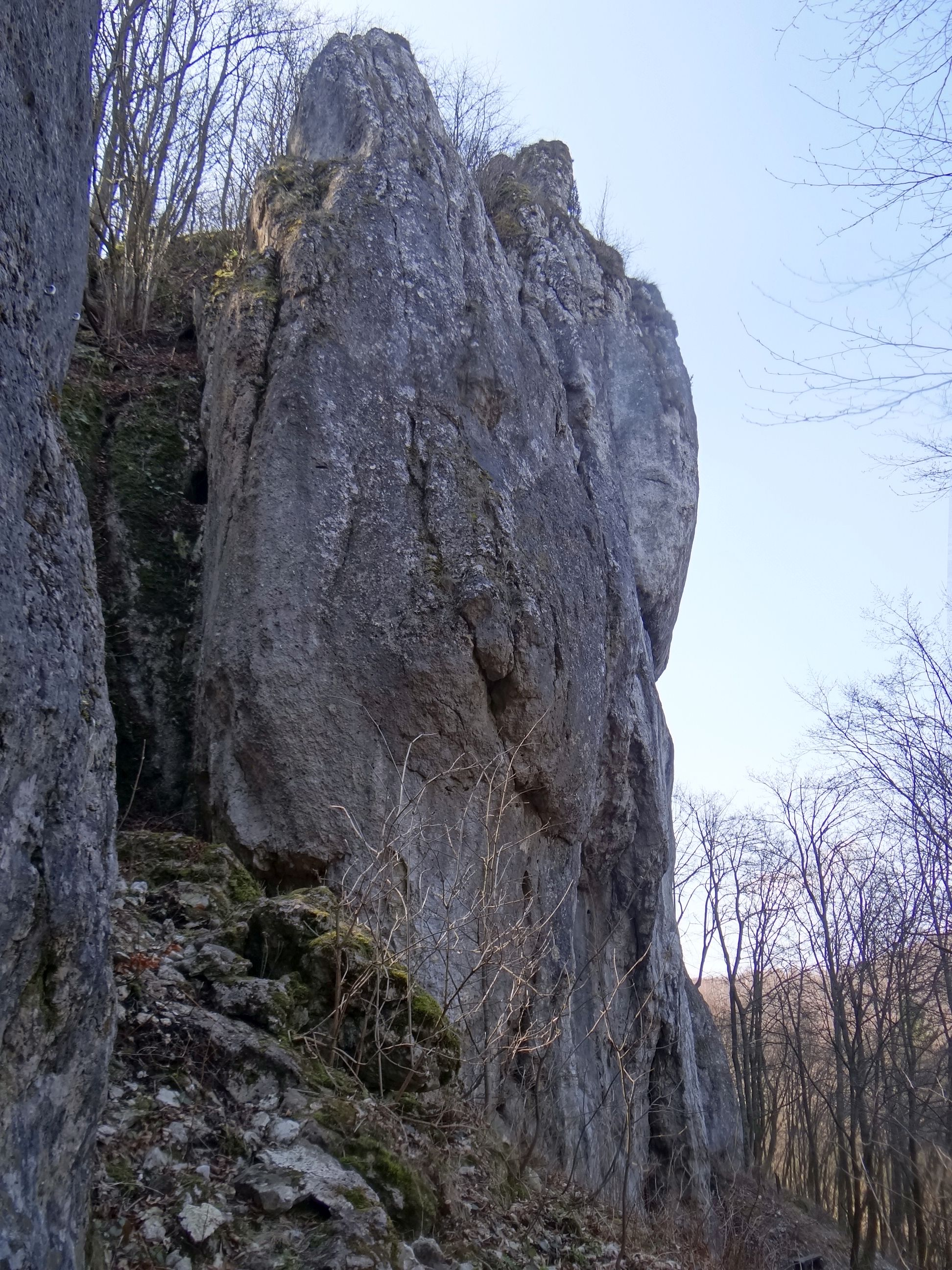
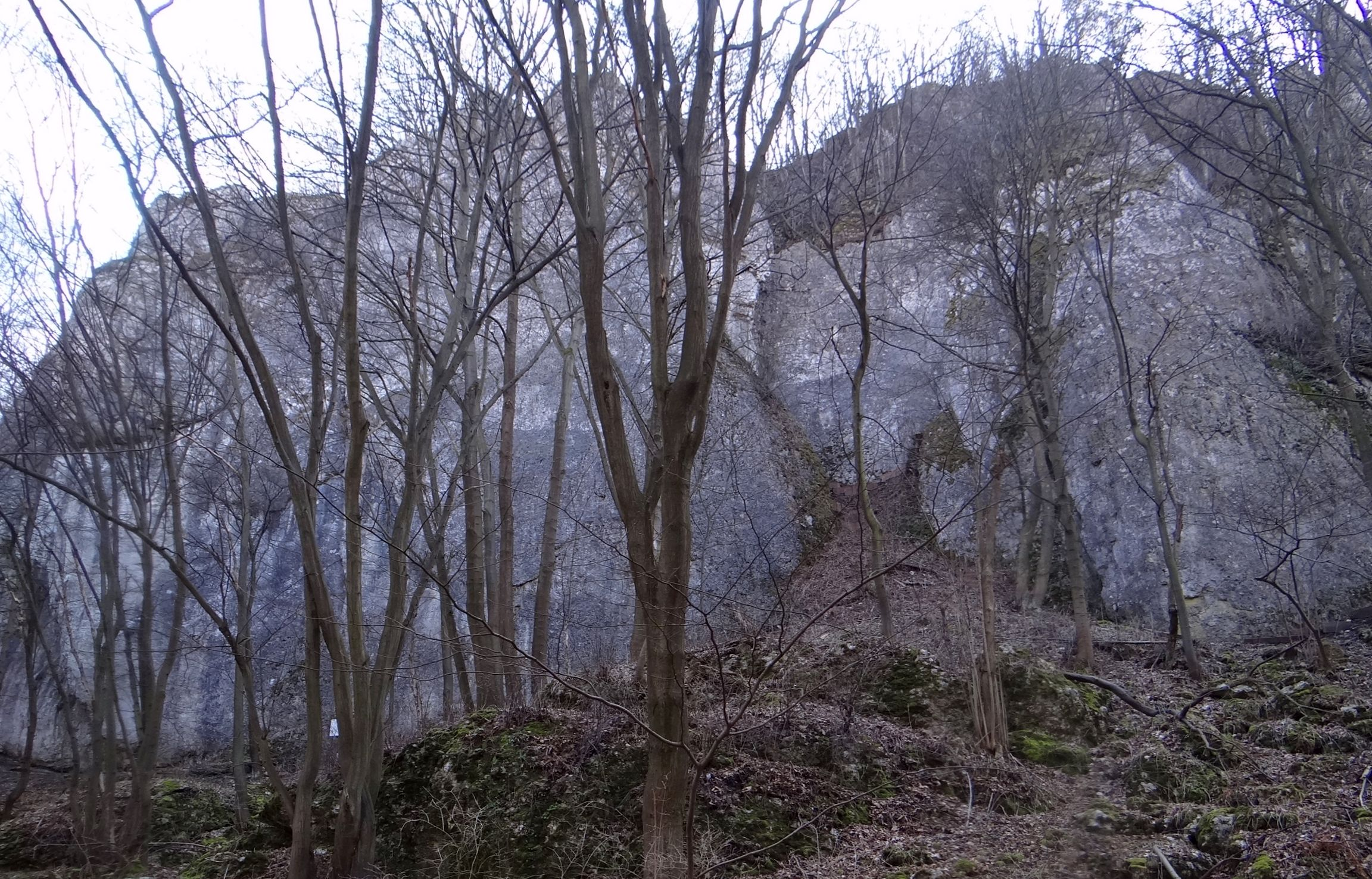

1. Ciemne terytoria; 6r + st, VI.2+, 16 m
2. Senne przepowiednie; 5r + st, VI.3+, 16 m
3. Smętne lamenty; 4r + st, VI.2+, 16 m
4. Mały filar Wielkiej Turni; 6r + st, VI.2+, 16 m
5. Zadumka; 6r + st, VI.1, 16 m

Wielka Turnia II
1. Oszkap; 6r + st, VI.2, 20 m
2. Dymiący kolt; 8r + st, VI.4/4+, 25 m
3. Tex Mex; 8r + st, VI.3+, 25 m
4. Manana; 7r + st, VI.3+, 25 m
5. Projekt; 9r, 25 m
6. Renifer Lopez; 7r + st, VI.4, 20 m
7. Szybki Lopez; 9r + st, VI.2+, 25 m
8. Szybszy Rodriguez; 8r + st, VI.3, 25 m
9. Wolny Lopez; 7r + st, VI.2, 20 m

Wielka Turnia III
1. Nie ja kułem; 10r + st, VI.6, 30 m
2. Łowcy pasikoników; 10r + st, VI.4+/5, 30 m
3. Cztery pory roku; 9r + st, VI.4+, 30 m
4. Salwa burtowa; 9r + st, VI.4+, 30 m
5. Dwanaście szparagów dekady; 9r + st, VI.5+, 30 m
6. Pancerne szparagi; 9r + st, VI.5/5+, 30 m
7. Przywilej węża; 10r + st, VI.3+, 30 m
8. Pancernik kieszonkowy; 10r + st, VI.4/4+, 30 m
9. Będkowice mon amour; 9r + st, VI.1+, 30 m
10. Galago; 10r + st, VI.3+, 30 m

Wielka Turnia IV
1. Projekt; 3r
2. Calineczka; 8r + st, VI.4/4+, 18 m
3. Prostowanie triumwiratu; 11r + st, VI.3+, 30 m
4. Triumwirat; 11r + st, VI.3+, 30 m
5. Projekt; 8r + st, 30 m

Wielka Turnia V
1. Toy Story (I wyciąg); 7r + st, VI.1, 25 m
2. Toy Story (II wyciąg); 12r + 2st, VI, 10 m
3. Toy Story (III wyciąg); 15r + 3st, IV, 10 m
4. Twist Again; 6r + st, VI.3, 20 m
5. Płyta Dawida (II wyciąg); 14r + 2st, VI.5, 18 m
6. Płucko; 6r + st, VI.3, 18 m
7. Cynaderki (II wyciąg); 13r + 2st, VI.1+, 18 m
8. Uciekające kurczaki; 8r + st, VI.1, 22 m

Wielka Turnia VI
1. Krnąbrny dromaderek; 12r + st + rz, VI.2, 35 m
2. Prostata; 11r + st + rz, VI.2, 35 m
3. Projekt; 5r + st
4. Projekt; 11r + 2st
5. Projekt; 12r + 2st
6. Wielki błękit; 8r + st, VI.1, 24 m
7. Projekt (II wyciąg); 13r + 2st, 0.00
8. Projekt (II wyciąg); 13r + 2st, 0.00
9. R&B; 8r + st, VI+, 24 m
10. Meander; 11r + 2st, V, 24 m
11. Wielki filar; 12r + 2st, V, 35 m
12. Projekt; 7r + st
13. Projekt (II wyciąg); 12r + 2st
14. Projekt (II wyciąg); 11r + 2st
15. Ukośnik; 9r + 2st, IV[3].